# Kirovfabriek

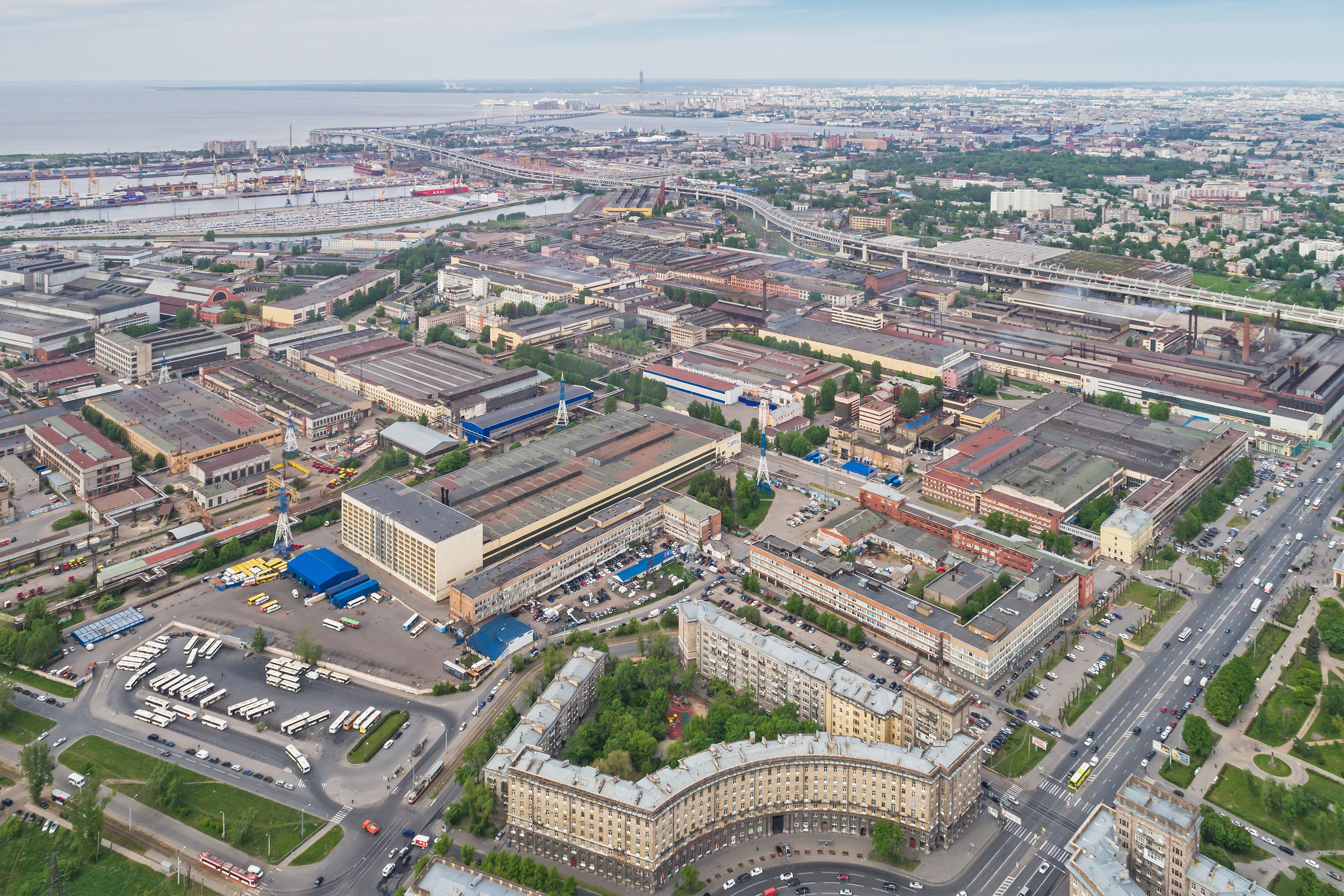
Kirovfabriek

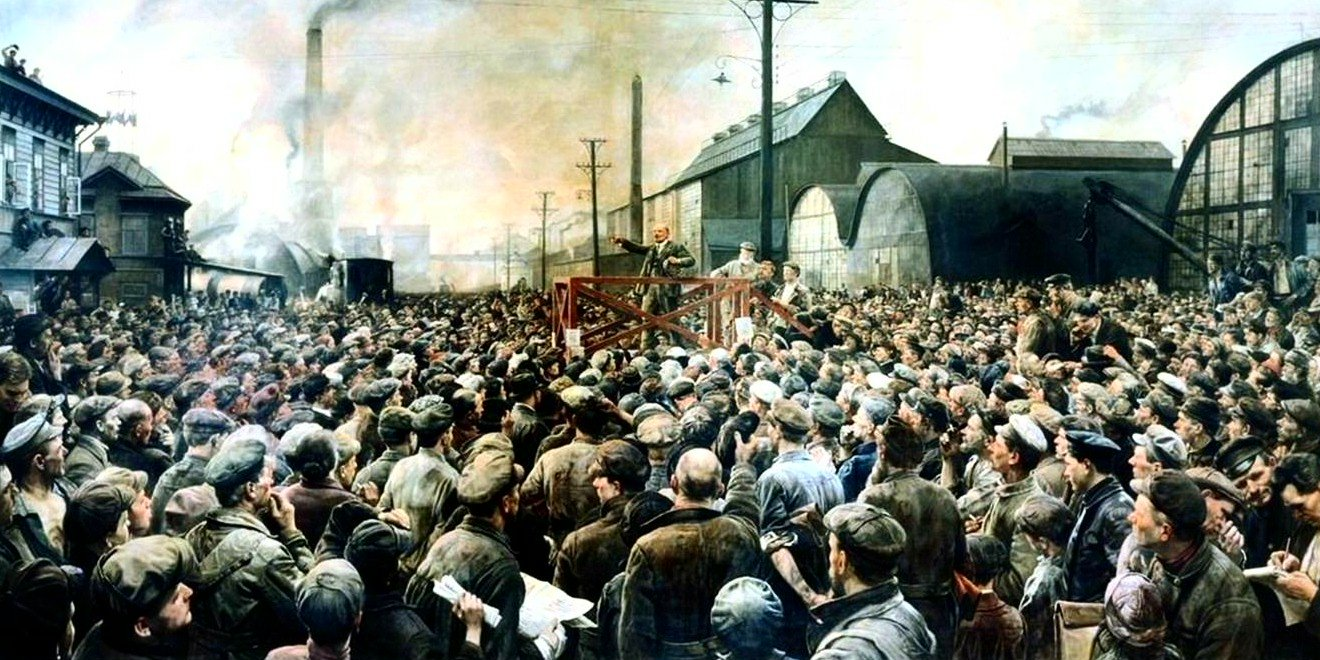
Lenin spreekt Poetilov-fabrieksarbeiders toe (mei 1917); schilderij van Isaak Brodski

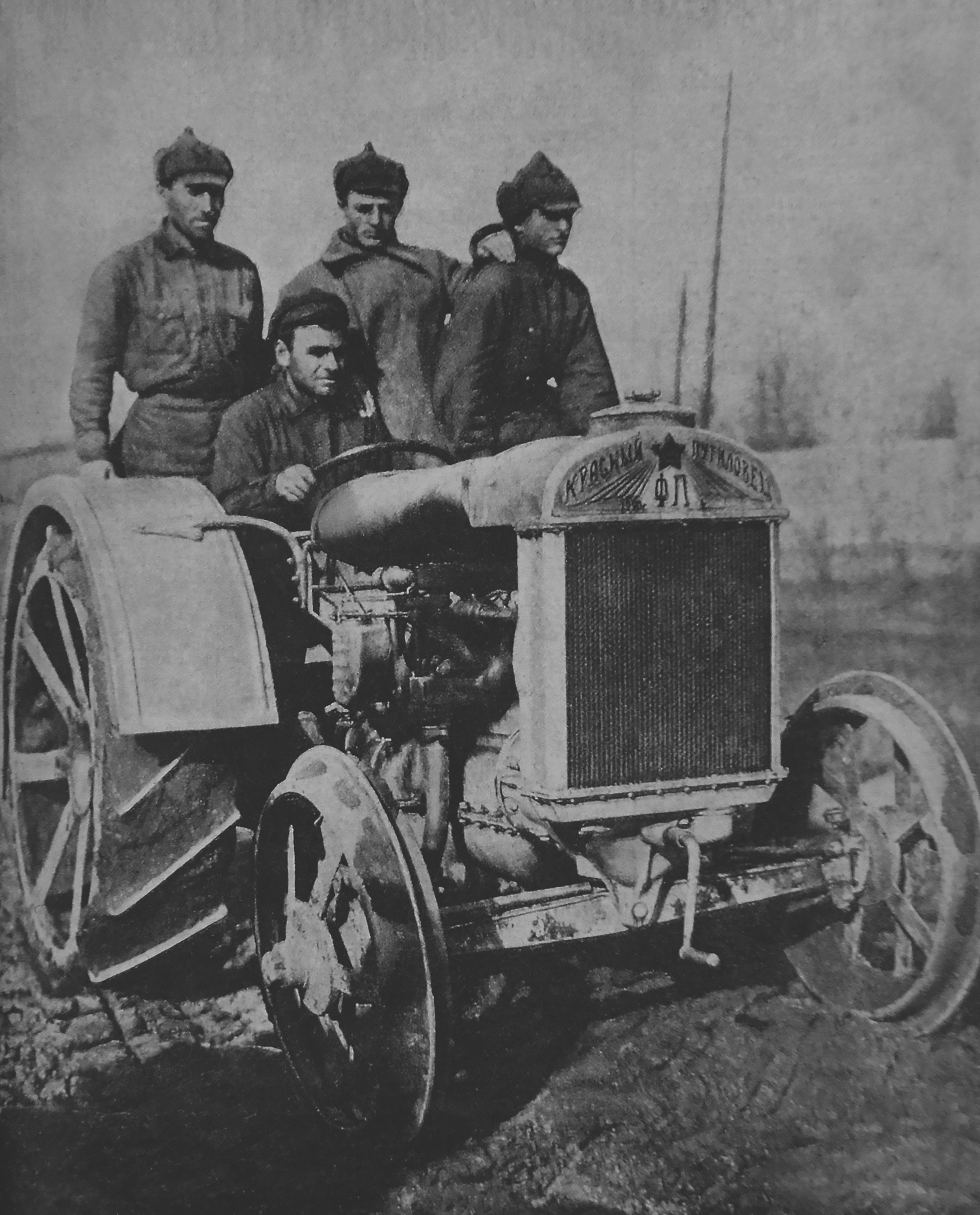
Fordzon-Poetilovtractor

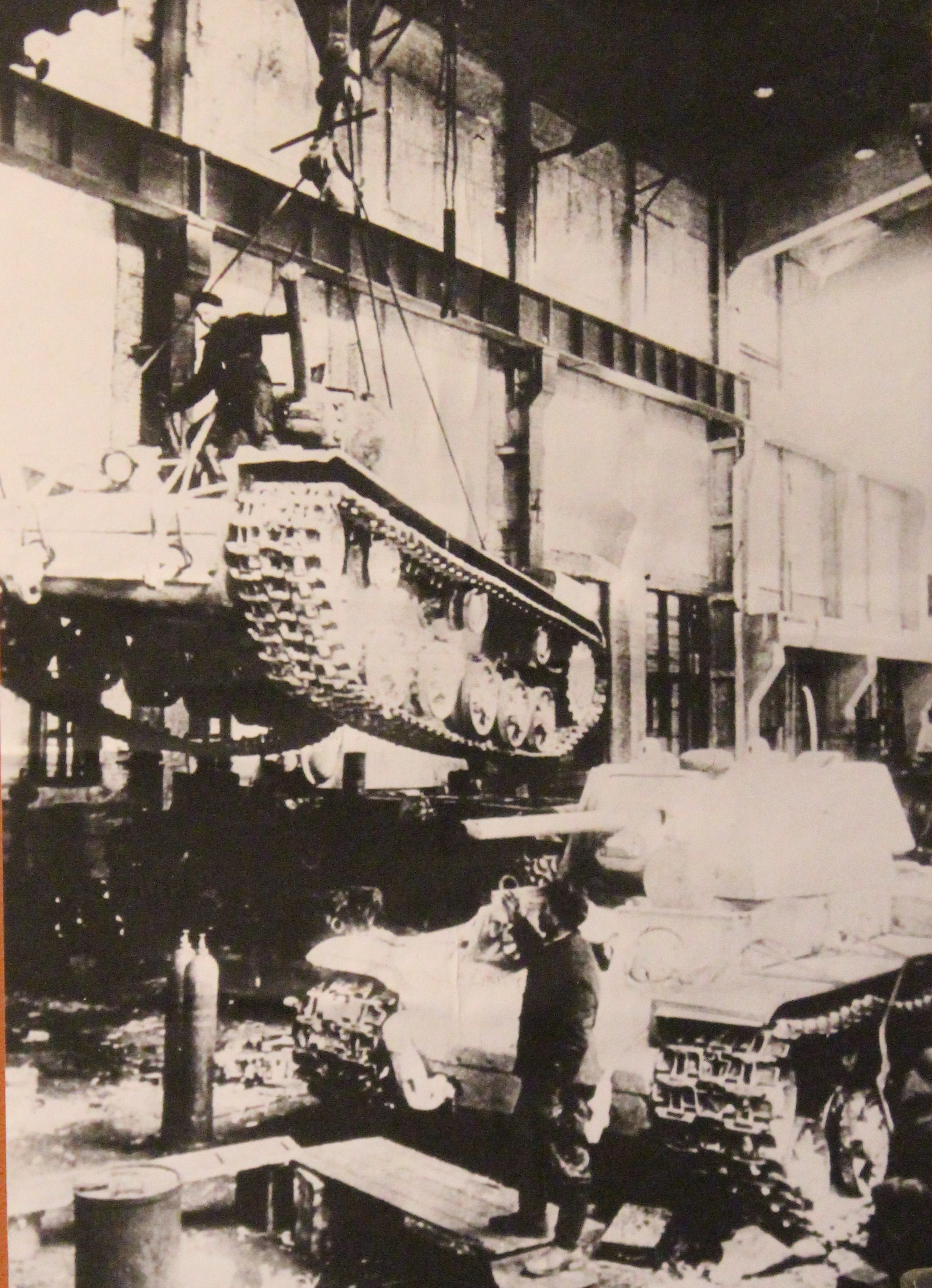
KV-1-tanks in de Kirovfabriek

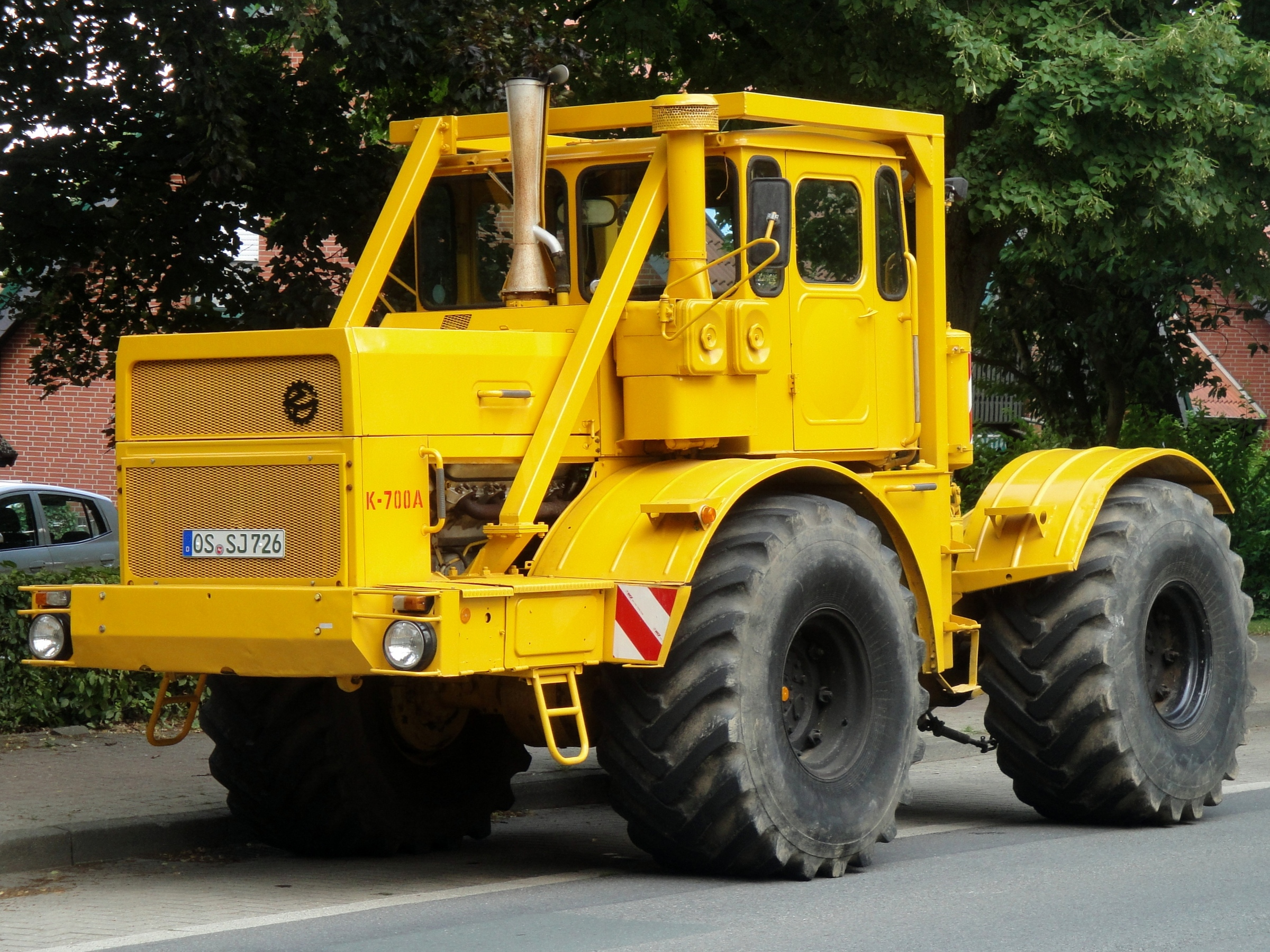
Kirovets-tractor

De Kirovfabriek van Leningrad of (LKZ) (Russisch: Кировский завод; Kirovski zavod) is een grote Russische machinefabriek in de Russische stad Sint-Petersburg.

## Geschiedenis

### Pre-oktober 1917 periode
Het werd opgericht door de Russische staat in 1789. De eerste vestiging van de ijzergieterij was op het eiland Kotlin. Op deze locatie was de fabriek kwetsbaar voor buitenlandse aanvallen over zee en in 1801 verhuisde het naar de huidige locatie in Sint-Petersburg. Het maakte onder andere kanonskogels voor het leger en de marine. In 1842 verkocht de staat het bedrijf aan een mijnbouwbedrijf die er ook rails voor de spoorwegen wilde gaan produceren. Het was geen succesvolle transactie want de fabriek ging in 1845 failliet en kwam weer in handen van de staat. In 1848 kwam het bestuur in handen van kolonel Ogarev, het bedrijf telde toen al zo'n 800 werknemers. Het was weer geen financieel succes en de fabriek wisselde een paar keer van eigenaar alvorens het in 1868 in handen kwam van Nikolaj Poetilov en kreeg de fabriek de naam Poetilov-fabrieken.
Tussen 1868 en 1874 kwam meer dan de helft van alle in Rusland geproduceerde rails uit deze fabriek. Poetilov had naast de fabriek ambitieuze plannen, hij wilde een spoorlijn, een kanaal van Kotlin naar Sint-Petersburg uitgraven en een haven bij de stad aanleggen. Veel van de grond- en hulpstoffen kwamen per schip uit Engeland en deze infrastructurele werken waren nodig om de leveringen veilig te stellen en de transportkosten te verlagen. De investeringen gingen de financiële mogelijkheden te boven en de Staatsbank werd een meerderheidsaandeelhouder. Bij de dood van Poetilov in 1880 zat het bedrijf financieel aan de grond.
In 1885 werd Nikolai Antsyforov de hoofdbestuurder van het bedrijf. Poetilov zocht vooral mogelijkheden om de productiekosten te verlagen, maar onder Antsyforov werd de nadruk verlegd naar technische hoogwaardige producten. De productie van rails verminderde maar daar kwamen hoogwaardiger ijzer- en staalproducten voor in de plaats zoals stoomketels, wagons, locomotieven en kleine marineschepen. Het bedrijf bloeide tijdens de industrialisatie van de jaren 1890 op en het aantal arbeiders verviervoudigde naar 12.440 in 1901. Meer dan de helft van de totale productie was bestemd voor de Russische regering, voornamelijk spoorwegmateriaal. De productie van kogels en granaten was altijd wel doorgegaan maar vanaf 1895 produceerde de fabriek ook artilleriestukken en werd het een van de belangrijkste leveranciers van het Russische keizerlijke leger. Voor de productie van de kanonnen werkte het samen met buitenlandse bedrijven waaronder het Franse Schneider-Creusot.
Omstreeks 1910 kwamen er plannen om de Nevski-scheepswerf over te nemen. De werf en de fabriek van Poetilov lagen naast elkaar en de combinatie kon een belangrijke rol spelen bij de bouw van marineschepen. Bij het uitbreken van de Eerste Wereldoorlog was de integratie van beide bedrijven in volle gang. Snel werd duidelijk dat het een landoorlog zou worden, met een bescheiden rol voor de marine. De productie van kanonnen en granaten voor het leger kreeg de prioriteit. Het bedrijf was onder meer betrokken bij de bouw van 48 Garford-Poetilov pantserwagens. In de oorlog trok de staat steeds meer macht naar zich toe binnen het bedrijf. In 1917 was het een gigantische onderneming, de grootste in Sint-Petersburg.

### Sovjet-Unie
De februaristakingen van 1917 en meer bepaald in deze fabriek hebben bijgedragen aan het in gang zetten van de gebeurtenissen die hebben geleid tot de Februarirevolutie. Na de Oktoberrevolutie werd de fabriek omgedoopt tot de Rode Poetilov-fabrieken (zavod Krasny Poetilovets). Daarna werd zij beroemd met de productie van de eerste Sovjet-tractoren, Fordzon-Poetilovets, op basis van de Fordsontractor. De Poetilov-fabrieken stonden bekend om hun revolutionaire tradities. Na de moord op politicus Sergej Kirov in 1934 werd de naam gewijzigd in Kirovfabriek Nr. 100. In de Tweede Wereldoorlog werd de KV-1-tank hier vervaardigd.
Na de oorlog richtte Kirovski Zavod zich op massaproductie van militaire uitrusting waaronder tanks, vanaf 1962 kwamen daar Kirovets-tractoren bij en verder maakt het apparatuur voor elektriciteitscentrales waaronder ook voor kernenergie. Er werden bijna een half miljoen tractoren gebouwd, die ook op bescheiden schaal zijn geëxporteerd. De turbines met versnellingsbak voor lage snelheden worden gebruikt op nucleaire onderzeeërs en ijsbrekers en op vele marineschepen en grote koopvaardijschepen.

### Na de privatisering
Na het uiteenvallen van de Sovjet-Unie maakte het staatsbedrijf een moeilijke periode door. Orders vielen weg, de productie van tanks werd gestaakt en de inkomsten liepen terug. In april 1993 werd de onderneming geprivatiseerd en ging verder onder de naam als AO Kirovski Zovad. Er waren drie grote bedrijfsonderdelen, de Kirovski machinebouw- en metaalverwerkingsfabriek, het onderzoeksinstituut voor transportmiddelen in Gorelovo en de Transmashfabriek in Tichvin. De Kirovskifabriek ging verder met de bouw van tractoren, turbines, materieel voor de bouwsector en staalplaten.
Het bedrijf bleef kampen met moeilijke marktomstandigheden. In 1994 ging het een joint venture aan met het Amerikaanse Caterpillar. Caterpillar kreeg een belang van 65% in het gemeenschappelijk bedrijf dat zich richt op de productie van onderdelen. In 1995 volgde een samenwerkingsovereenkomst voor turbines met General Electric. In 1997 behaalde Kirovski Zovad een omzet van US$ 272 miljoen. In 1999 telde het nog 8000 medewerkers terwijl dit er in de Sovjettijd nog zo'n 50.000 waren.
Rond 2004 werd de Dartz T-98 Kombat geïntroduceerd, een luxe pantservoertuig dat veel lijkt op de Hummer.